# Стормонтский замок
Стормонтский замок (англ. Stormont Castle) — баронский замок в усадьбе Стормонт к востоку от Белфаста. Используется в качестве резиденции Кабинета министров Северной Ирландии.
C 1921 по 1972 год замок являлся официальной резиденцией премьер-министра Северной Ирландии. Однако несколько глав правительства предпочли жить в Стормонт-Хаус, официальной резиденции спикера Палаты общин Северной Ирландии, пустовавшей из-за того, что председатели парламента жили в собственных домах. Также в замке с 1921 по 1972 год находился зал заседаний Правительства Северной Ирландии.
До деволюции замок находился в распоряжении Госсекретаря по Северной Ирландии, Министерства Северной Ирландии и административных служб. В период волнений он также использовался МИ-5.